# Six Degrees
Six Degrees (ou 6˚) é uma série de televisão norte-americana que estreou no dia 21 de Setembro de 2006 depois de Grey's Anatomy na ABC. 
Em Portugal a série estreou no AXN Portugal no dia 19 de Abril de 2007. Também será transmitida pela RTP2, em sinal aberto.
A série foi criada por Raven Metzner e Stuart Zicherman.  J. J. Abrams, Bryan Burk e Thom Sherman são produtores executivos através da sua companhia Bad Robot Productions. O episódio Piloto foi dirigido por Rodrigo Garcia.
A sua premissa é baseada na teoria dos seis graus de separação.

## Elenco e personagens
- Erika Christensen como Mae
- Hope Davis como Laura
- Jay Hernandez como Carlos
- Dorian Missick como Damien
- Bridget Moynahan como Whitney
- Campbell Scott como Steven
- Shiri Appleby como Anya

## Guia de episódios

### Primeira temporada
| #  | Título                      | Transmissão E.U.A.     | Transmissão Portugal - RTP2 |
| -- | --------------------------- | ---------------------- | --------------------------- |
| 1  | "Pilot"                     | 21 de setembro de 2006 | 7 de janeiro de 2008        |
| 2  | "What Are the Odds?"        | 28 de setembro de 2006 | 14 de janeiro de 2008       |
| 3  | "A New Light"               | 5 de outubro de 2006   | 21 de janeiro de 2008       |
| 4  | "The Puncher"               | 12 de outubro de 2006  | 28 de janeiro de 2008       |
| 5  | "Masquerade"                | 19 de outubro de 2006  | 4 de fevereiro de 2008      |
| 6  | "What You Wish For"         | 2 de novembro de 2006  | 11 de fevereiro de 2008     |
| 7  | "Slings and Arrows"         | 23 de março de 2007    | 18 de fevereiro de 2008     |
| 8  | "Get A Room"                | 30 de março de 2007    | 25 de fevereiro de 2008     |
| 9  | "Sedgewick's *"             | -                      | 03/Mar/2008+                |
| 10 | "Ray's Back *"              | -                      | 10/Mar/2008+                |
| 11 | "Surstromming or a Slice *" | -                      | 17/Mar/2008+                |
| 12 | "Objects in the Mirror *"   | -                      | 24/Mar/2008+                |
| 13 | "A Simple Twist of Fate *"  | -                      | 31/Mar/2008+                |
| 14 | "Thanks *"                  | -                      | 07/Abr/2008+                |

+ - previsão
(*) Estes episódios foram emitidos entre os meses de Março, Abril e Maio, embora a estação ABC tenha cancelado a sua transmissão. Encontram-se disponível no iTunes e em ABC.com.

## Recepção da crítica
Six Degrees teve recepção mista por parte da crítica especializada. Com base de 27 avaliações profissionais, alcançou uma pontuação de 54% no Metacritic. Por votos dos usuários do site, atinge uma nota de 8.8, usada para avaliar a recepção do público.